# Зетска нахија
Зетска нахија у Старој Црној Гори није постојала, да би им Књажевина Црна Гора дала статус нахије.

## Историјски подаци из 1895. године
Границе Зетска нахија се налази на сјеверу од Скадарскога језера и граничи: са сјевера Брдском, Морачком и Васојевићском нахијом; са истока Васојевићском и Албанијом; са југа опет Албанијом и Скадарскијем језером, а са запада Ријечком и Љешанском нахијом.
Племена Ову нахију састављају племена: Зета, Затријебач, Кучи и Братоножићи.
Планине У овој су нахији највеће планине: Ком, који је при врху го, а иначе је обрастао густом шумом; заузима велики простор, а висина му износи 2442 метра; Курлај, Жијово, Хум Ораховски, Црна Планина и Маглић.
Равнице Кроз ову нахију пружа се велика Зетска равница.
Воде Кроз ову нахију теку ријеке: Морача, која извире испод Јаворја, тече кроз Морачку и Зетску нахију, а увире у Скадарско језеро. Притоке су јој: са лијеве стране Цијевна, Рибница и Мала ријека, а са десне Ситница и ријека Зета. Језера су: Горње, Рикавац, Бокумирско и Скадарско.
Скадарско је језеро највеће у Црној Гори. Дужина му је од Врањине до Скадра 40 km, а ширина на неким мјестима 14; а дубина од 4 до 6 m, а све даље што се иде к западноме бријегу још је већа. Према годишњим временима мијења величину, а воде прима из много ријека. Отиче ријеком Бојаном у Јадранско море.
На овоме језеру дувају вјетрови: даник или источњак са источне стране, а ноћник са сјеверне или сјеверозападне: мурлан са југозападне, а јужњак са јужне; сви су јаки, али је најјачи упор или смута, који удари изненада и чини велике вихорове, те је врло опасан за лађе и лађаре, кад их на води затече.
У језеру се налази разна риба: пастрва, јегуља, крап или шаран, клијен, скобаљ и укљева, којом се води трговина и изван земље. Риба се обично лови: притиском, ошћима, удицама, кошевима и грибом.
Осим лађа по овоме језеру још плове и помањи пароброди, а парабродске су станице: Ријека, Вир, Плавница и Скадар.
Ово језеро припада двјема државама - пола Црној Гори, а пола Турској. Црногорско Скадарско језеро припада трима нашим нахијама: Зетској, Ријечкој и Црмничкој.
У њему су острова: Вранина, Лесендро, Грможур, Ком, Одрињска гора, Плаћ, Морачник и Топал.
Путеви Кроз ову нахију пролази колски пут, који спаја Подгорицу с Ријеком, Спужом, Даниловијем Градом и Плавницом. Водом се може пловити по Скадарскоме језеру, које спаја ову нахију са Скадром, Виром и Ријеком Црнојевића. Још се може пловити по ријеци Зети и Морачи; а коњанички пут је везује с Васојевићском нахијом.
Позната мјеста Главно је мјесто у овој нахији Подгорица, која се налази на утоку ријеке Рибнице у Морачу. Оно је највећа варош у Црној Гори. Има око 6000 становника. Новосаграђени дио Подгорице зове се Миркова Варош, у којој је начињен споменик великоме војводи Мирку Петровићу.
У Подгорици су двије православне цркве и једна римокатоличка, неколико џамија, основна мушка и женска школа, мејтеп, окружни и варошки суд, општина, пошта, телеграф и читаоница. Овдје је и сједиште мухамеданског Муфтије. Подгорица је по трговини прво мјесто у држави. Ослобођена је испод Турака 1879. године. Овдје се родио велики српски владар Немања.
Близу Подгорице налази се књажев дворац Крушевац, на десној обали ријеке Мораче. На Морачи је чувени Везиров мост. На утоку ријеке Зете у Морачу налазе се развалине старога града Дукље.
Још су знана мјеста: Љешкопоље, гдје је била битка између Ђорђа и Станише браће Црнојевића; Српска, гдје су Турци ухватили владику Данила, кад је Зећанима освештавао цркву, 1702. године; Медун, град у племену Кучима, који је освојила црногорска војска 1876. године; Фундина близу Медуна, гдје је наша војска потукла турску 1876. године; Убли и Затријебач у Кучима, Голубовци у Зети, Пелев-бријег и Брскут у Братоножићима - имају основне школе; Дуга, стари манастир у Братоножићима.
Поднебље У овој нахији је поднебље различито; по планинама је хладније, а у равницама топлије - кад нема сјевернога вјетра. У њој се сије понајвише пшеница, кукуруз и јечам, а успијева и дуван и разно поврће и воће. У ријекама се налази чувена пастрва, а у планинама разна дивљач. Од домаћих животиња гаје се: говеда, коњчад, овце и козе. Горе су обрасле разнијем шумскијем дрвећем.
Становништво У овој нахији становници су све Срби понајвише православне вјере, а има их нешто римокатоличке и мухамеданске. Занима се обично земљорадњом и сточарством, а поред тога, трговином дувана, вина и стоке; баве се и риболовом. Становници имају сасвим подесне и добре услове за живот, које још не умију употребити на своју корист, али се свакијем даном све више и више усавршују. Према другијем нахијама становници ове нахије највише љубе занате, који и један важан основ народног благостања.